# Helina simulata
Helina simulata este o specie de muște din genul Helina, familia Muscidae, descrisă de Malloch în anul 1923. Conform Catalogue of Life specia Helina simulata nu are subspecii cunoscute.